# Andros (Griechenland)

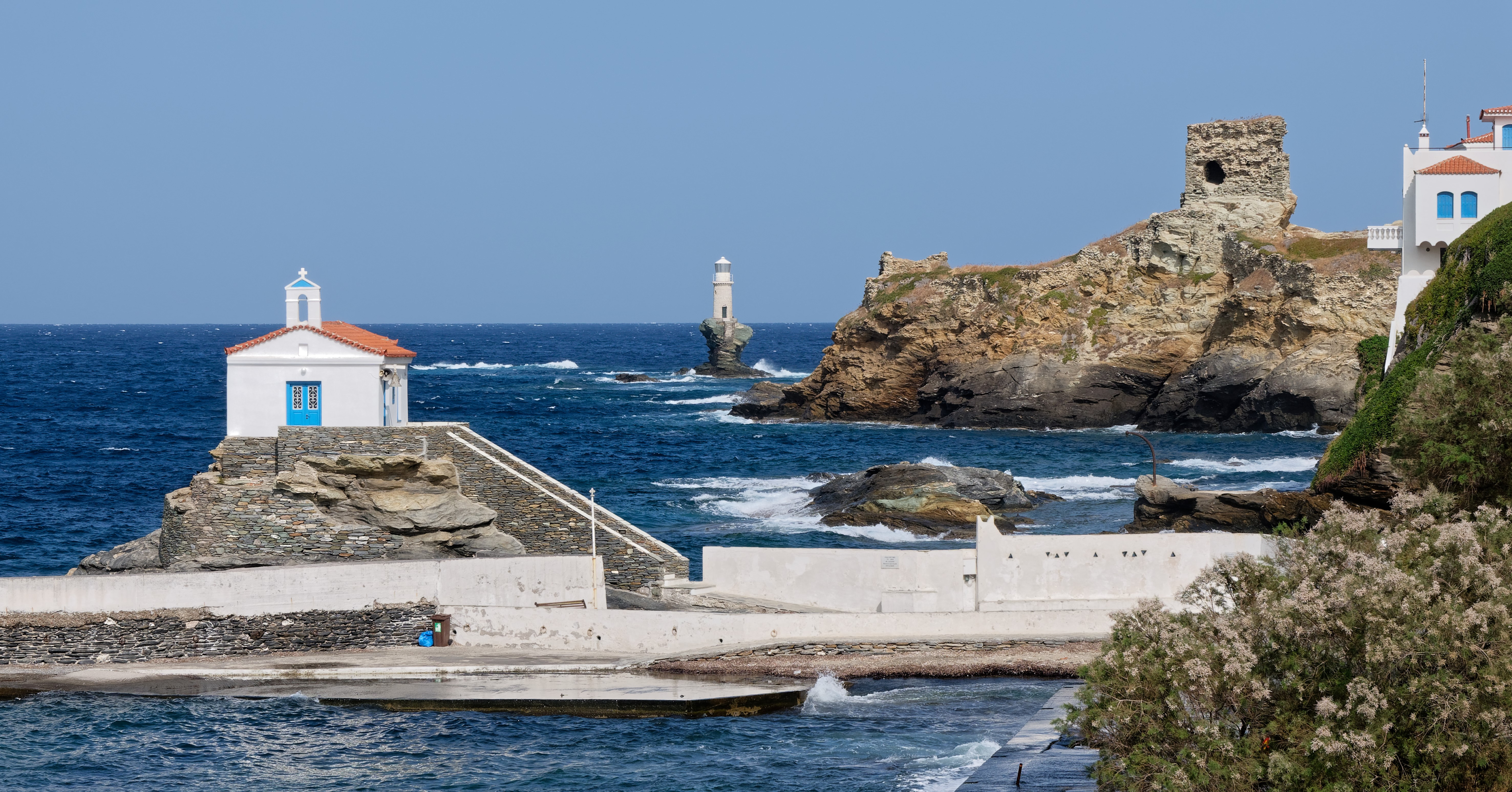
Kapelle, Leuchtturm und Festung an der Küste von Andros.

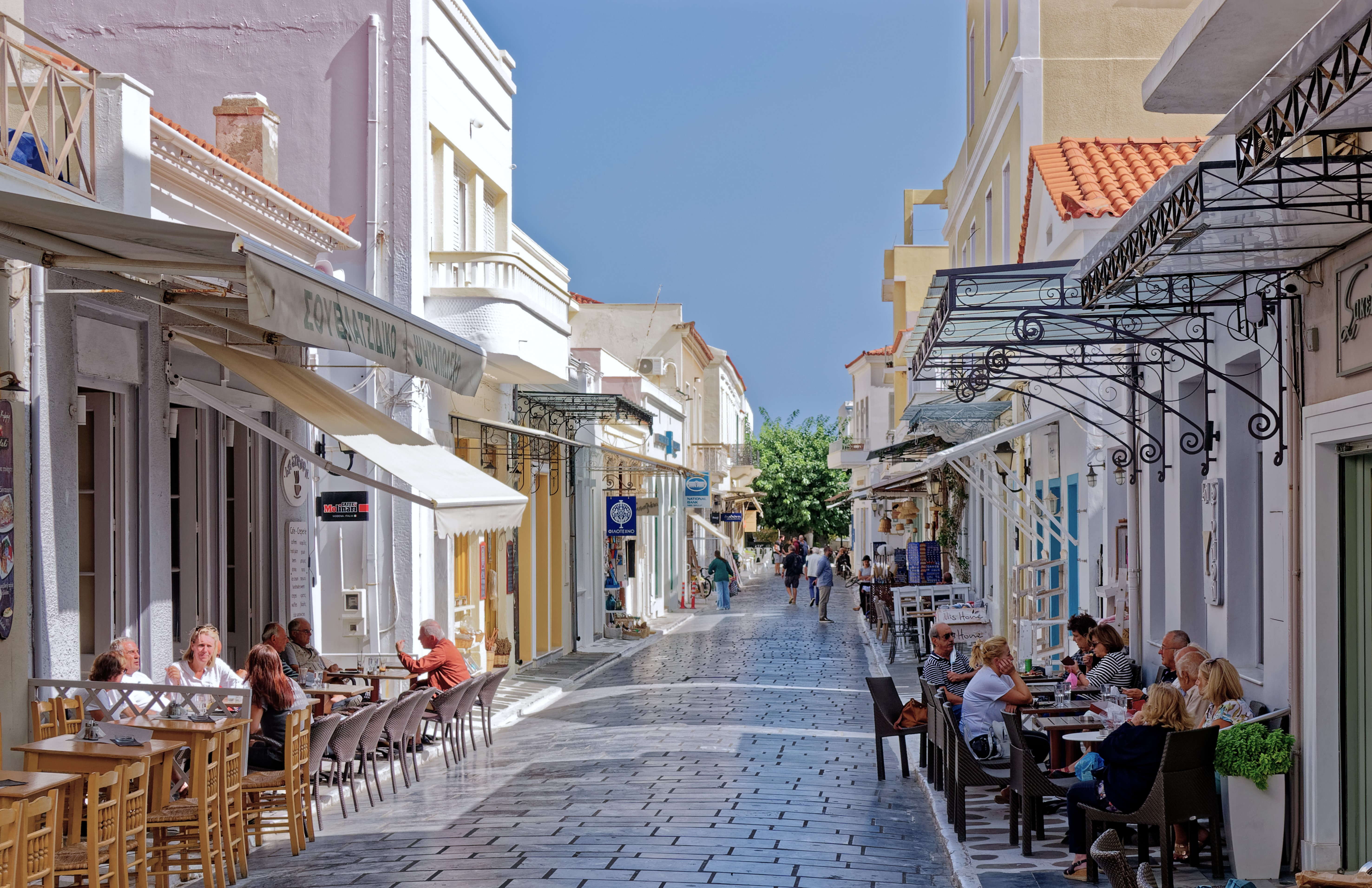
Andros hatte eine der ersten Fußgängerzonen in Griechenland.

Die griechische Insel Andros (griechisch Άνδρος [ˈanðrɔs] (f. sg.)) ist die nördlichste und zweitgrößte Insel der Kykladen und die drittgrößte der Region Südliche Ägäis. Dort bildet sie seit 2011 die Gemeinde Andros (Δήμος Άνδρου Dímos Ándrou) und den Regionalbezirk Andros (Περιφερειακή Ενότητα Άνδρου Periferiakí Enótita Ándrou), der einen Abgeordneten in den Regionalrat entsendet. Verwaltungssitz ist die Stadt Andros. Nach der Volkszählung von 2011 hatte die Gemeinde 9221 Einwohner.

## Geographie

### Lage
Mit 383,022 Quadratkilometern ist Andros nach Naxos die zweitgrößte Kykladeninsel. Von der westägäischen Insel Euböa ist Andros durch die etwa 11 km breite und um 400 m tiefe Kafiras-Straße (Στενό του Καφηρέα, auch Στενό του Κάβο Ντόρο) getrennt. Die griechische Festlandküste Attikas liegt etwa 56 km westlich. Von der Südspitze Kap Steno (Ακρωτήριο Στενό) beträgt die Entfernung zur nächstgelegenen Kykladeninsel Tinos 1,5 km. In unmittelbarer Nähe zur Nord- und Ostseite liegen einige unbewohnte kleine Felseninseln. Die Gavrionisia liegen in der Bucht von Gavriou (Όρμος Γαυρίου) an der Südseite. Am weitesten entfernt, aber zu Andros gehörig, sind die Kalogeri-Felsen rund 42 km nordöstlich inmitten der Ägäis.

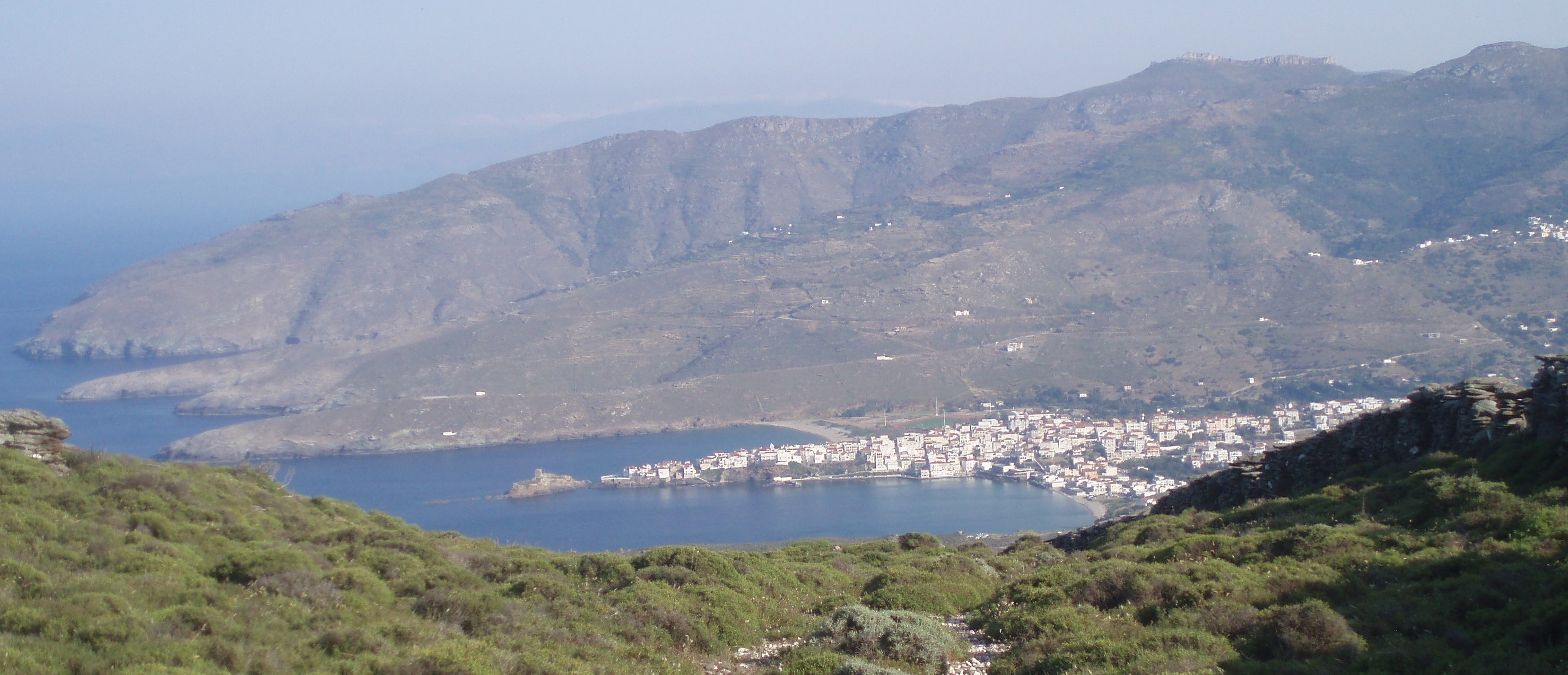
Die Lage der Stadt Andros im Osten der Insel

In Nordwest-Südost-Richtung erstreckt sich Andros über 39,8 km. An ihrer breitesten Stelle in der Inselmitte, vom Kap Thiaki (Ακρωτήριο Θειάκι) an der Westküste zum Kap Gria (Ακρωτήριο Γριά) an der Ostküste, misst die Insel 16,7 km. Die schmalste Stelle liegt im Inselsüden von der Westküste zur Bucht von Korthi (Όρμος Κορθίου) bei 5,3 km.
Andros ist eine der bergigsten Kykladeninseln mit einer reich gegliederten, größtenteils steil abfallenden Küste. Vier nahezu parallel verlaufende Bergzüge ziehen sich jeweils von Südwest nach Nordost. Dazwischen liegen Schluchten und Täler mit teilweise ganzjährig Wasser führenden Bächen und üppiger Vegetation. Strände existieren fast ausschließlich im Mündungsbereich von Bächen, dabei kommt es häufig zur Strandwallbildung.
Im Norden erreichen die Agii Saranda (Άγιοι Σαράντα) 718 m. Die höchsten Gipfel der Insel liegen in der zentral gelegenen Bergregion Kouvara-Petalo. Der nördliche Höhenzug Kouvara (Κουβάρα) hat mehrere fast gleich hohe Gipfel, der Profitis Ilias mit 997 m stellt die höchste Erhebung dar. Höher auf den Kykladen ist nur der Zas auf Naxos mit 1003 Höhenmetern. Der Petalo (Πέταλο) ist nur an der Nordwestseite mit der Kouvara verbunden und erreicht ebenfalls Höhen über 990 m. Im Tal von Chora liegt das 28,2 km² große Einzugsgebiet des Megalos Potamos (Μεγάλος Ποταμός ‚Großer Fluss‘). Das mit 11,6 km längste Fließgewässer der Insel mündet am Paraporti-Strand (Παραλία Παραπόρτι) südlich des Inselhauptortes Andros. Weiter südlich folgen die Bergzüge Gerakones (Γερακώνες, 685 m) und Tsirovlidi (Τσιροβλίδι, 726 m) und im äußersten Süden der Rachi (Ράχη) mit 682 m.
Das die Insel im Nordosten, Osten und Südosten umgebende Meer ist unter dem Namen Thalassia Periochi Androu (θαλάσσια περιοχή Άνδρου) als Natura-2000-Schutzgebiet ausgewiesen.

### Klima

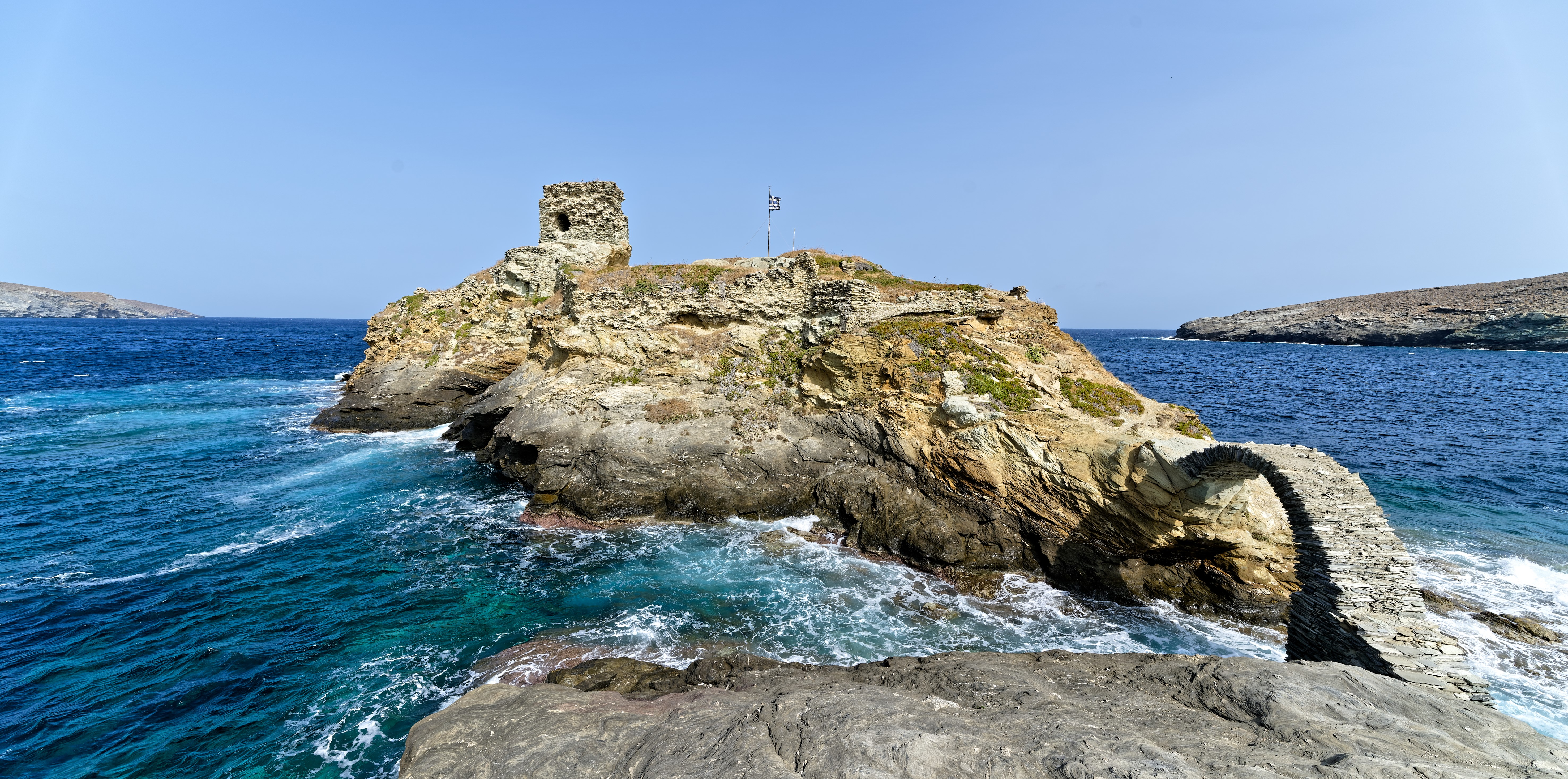
Reste der venezianischen Festung (Andros-Stadt).

Das Klima von Andros ist charakterisiert durch milde, regenreiche Winter und warme überwiegend trockene Sommer. Bedingt durch die Topographie herrschen abhängig von Höhe und Ausrichtung erhebliche klimatische Unterschiede. Nur die Orte in tieferen Lagen zeigen das ägäistypische Klima einer mehrmonatigen sommerlichen Trockenperiode. Die jährliche Durchschnittstemperatur beträgt 18,0 °C. Aufgrund der vorherrschenden Winde aus Nordwest bis Nordost von Ende Juli bis Anfang September liegen die sommerlichen Durchschnittstemperaturen bei 25,0 °C im Juli. Die winterlichen Durchschnittstemperaturen erreichen im Januar 12,0 °C. Frosttage treten selten auf, durchschnittlich acht jährlich.
Durch die Höhe der Insel und ihre Nordwest-Südost-Ausrichtung ist die jährliche Niederschlagsmenge im Vergleich zu anderen Kykladeninseln bemerkenswert. In den Küstenorten liegen sie durchschnittlich bei 450–500 mm, in den Bergregionen oft über 900 mm. Fast jährlich kommt es von Januar bis Februar in den Dörfern der Kouvara-Petalo Bergregion zu Schneefällen. Seltenes Ereignis sind Schneefälle in tieferen Lagen, wie auf den Gavrionisia im Winter 1990–1991. In den Sommermonaten führt in der Kouvara-Petalo Bergregion der trockene und kühle Meltemi in Verbindung mit Verdunstung zur lokalen Wolkenbildung und erhöhter Luftfeuchtigkeit.

## Geschichte
Die Insel, antiken Autoren zufolge ursprünglich von karischen Seeräubern bevölkert, wurde im Zuge der sogenannten ionischen Kolonisation um 1000 v. Chr. durch Ionier besiedelt. Diese gründeten schon um 650 v. Chr. von Andros aus mehrere Kolonien auf der Chalkidiki, so Akanthos, Sane, Stageira und Argilos. Während der Perserkriege mussten die Einwohner von Andros dem König Xerxes I. bei dessen Einfall in Griechenland einige Schiffe für die persische Flotte zur Verfügung stellen. Nach der Schlacht von Salamis (480 v. Chr.) wurde der Hauptort der Insel, da seine Bürger die Zahlung einer Geldbuße verweigert hatten, von der unter dem Kommando des Themistokles stehenden griechischen Flotte vergeblich belagert.
Später trat Andros wie die übrigen Kykladen dem Attischen Seebund bei, zu dem es einen hohen Jahresbeitrag von zuerst 12, dann 6 und zuletzt 15 Talenten beisteuerte. Auch siedelten sich athenische Kleruchen auf der Insel an. In der Spätphase des Peloponnesischen Kriegs fiel Andros 408 v. Chr. vom Attischen Seebund zu Sparta ab. Nachdem Athen seine Macht wieder gefestigt hatte, kam Andros erneut unter dessen Oberherrschaft und wurde durch attische Beamte verwaltet. Während des Asienfeldzugs des Makedonenkönigs Alexander des Großen geriet es 333 v. Chr. kurzzeitig unter persische Hegemonie.
Zum Beginn des hellenistischen Zeitalters erhielt die Insel eine makedonische Besatzung, von der sie durch den ägyptischen König Ptolemaios I. befreit wurde. Bald darauf gehörte sie dem Nesiotenbund an. Um 250 v. Chr. war sie abermals im Besitz Makedoniens. Der mit den Römern verbündete König Attalos I. von Pergamon eroberte während des  Kriegs, den die Römer gegen König Philipp V. führten, um 200 v. Chr. Andros. Nach dem Tod des Königs Attalos III. (133 v. Chr.) fiel die Insel mit der übrigen pergamenischen Erbschaft an Rom. In der frühbyzantinischen Epoche verlagerte sich die Besiedlung in den Nordosten von Andros.
Nach Begründung des Lateinischen Kaiserreiches erhielt sie 1207 mit dem venezianischen Edelmann Marino Dandolo einen eigenen Fürsten, dessen Nachfolger aus anderen venezianischen Familien sich gegen die Türken behaupteten und ihnen erst 1566 die Insel überlassen mussten.
Seit dem 13. und 14. Jahrhundert gibt es auf der Insel eine arvanitische Minderheit.
Seit dem späten 19. Jahrhundert entwickelte sich die Insel zu einem Zentrum der Kunst in Griechenland, zur „Stadtflucht“ der Künstler führten neben dem Interesse für Licht, den ländlichen Motiven oder den markanten Landschaften auch Sehnsüchte nach einfachem, zurückgezogenem Leben.
Nach der Griechischen Revolution 1821 erlangte Andros große Bedeutung in der Schifffahrt. Viele Inselbewohner arbeiteten als Kapitäne und Seeleute. Auch bekannte Reederfamilien, wie zum Beispiel die Familie Goulandris (Γουλανδρής) und Emberikos (Εμπειρίκος), stammen von Andros und stehen für die maritime Tradition der Insel. Ende des 19. Jahrhunderts nannte man Andros auch Mikra Anglia ( ‚Klein England‘), um damit hervorzuheben, dass die Kykladeninsel ähnlich wie England in der Schifffahrt dominierte.
In den 1930er Jahren hatte Andros nach Piräus die meisten registrierten Schiffe Griechenlands. Der Zweite Weltkrieg brachte einen großen Verlust an Menschenleben und Schiffen für die Insel und setzte so eine Migrationswelle nach Athen und ins Ausland in Gang.

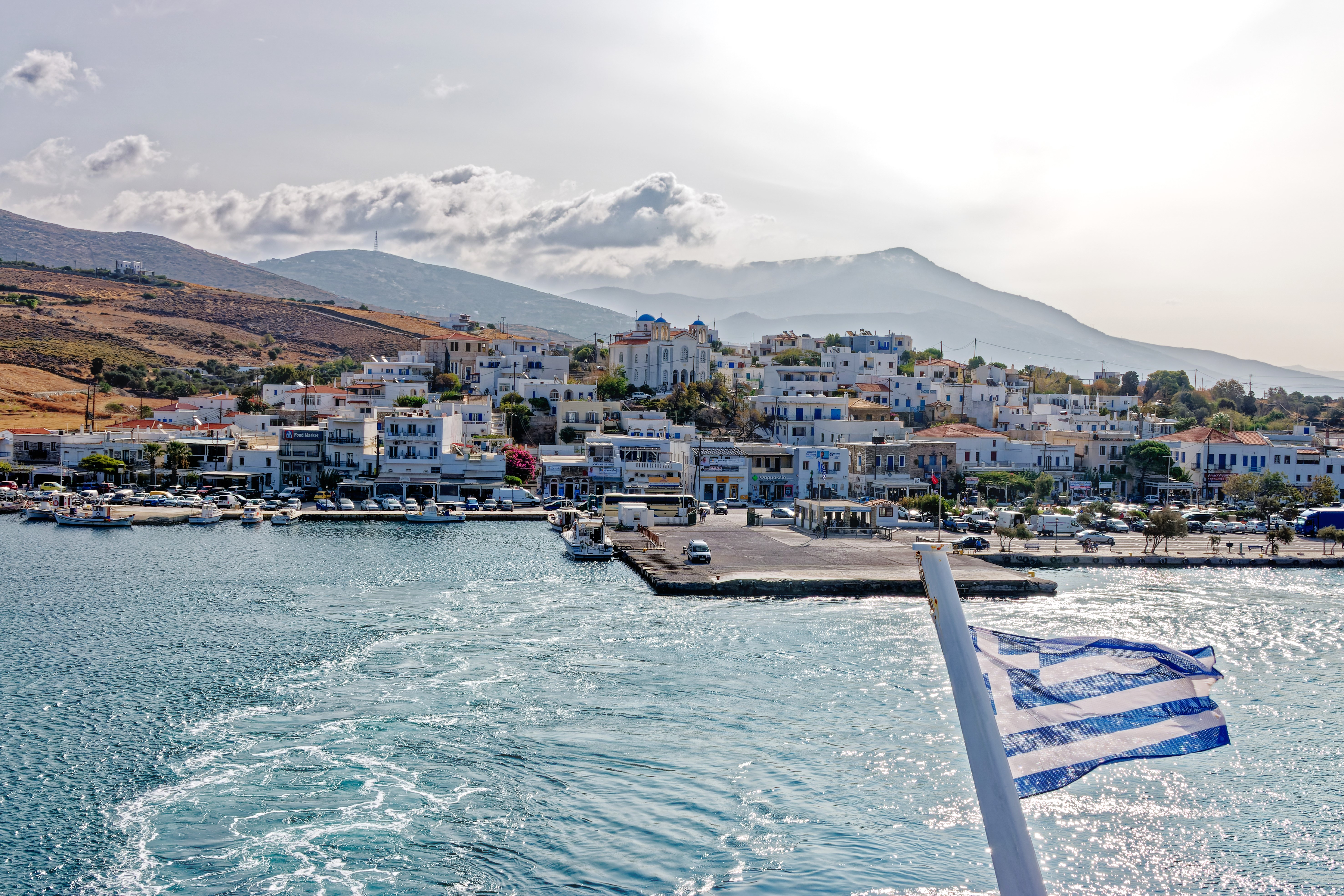
Der Fährhafen Gavrio.

## Verwaltungsgliederung
→ Verwaltungsgliederung von Andros
1912 wurden auf der Insel 24 kleine Gemeinden gebildet, die Insel war als Provinz Andros Teil der Präfektur Kykladen. Mit der Umsetzung der Gemeindereform nach dem Kapodistrias-Programm wurden diese Landgemeinden zu den drei Gemeinden Andros (Stadt), Korthi und Gavrio zusammengefasst und die Provinz abgeschafft. Zum 1. Januar 2011 führte das Kallikratis-Programm diese drei Gemeinden zur neu geschaffenen Gemeinde Andros (Δήμος Άνδρου Dímos Ándrou) zusammen, Verwaltungssitz ist die Stadt Andros. Die bisherigen Gemeinden bilden Gemeindebezirke, die 24 Gemeinden aus der Zeit bis 1997 bilden zwei Stadtbezirke und 22 Ortsgemeinschaften als Körperschaften der lokalen Selbstverwaltung.

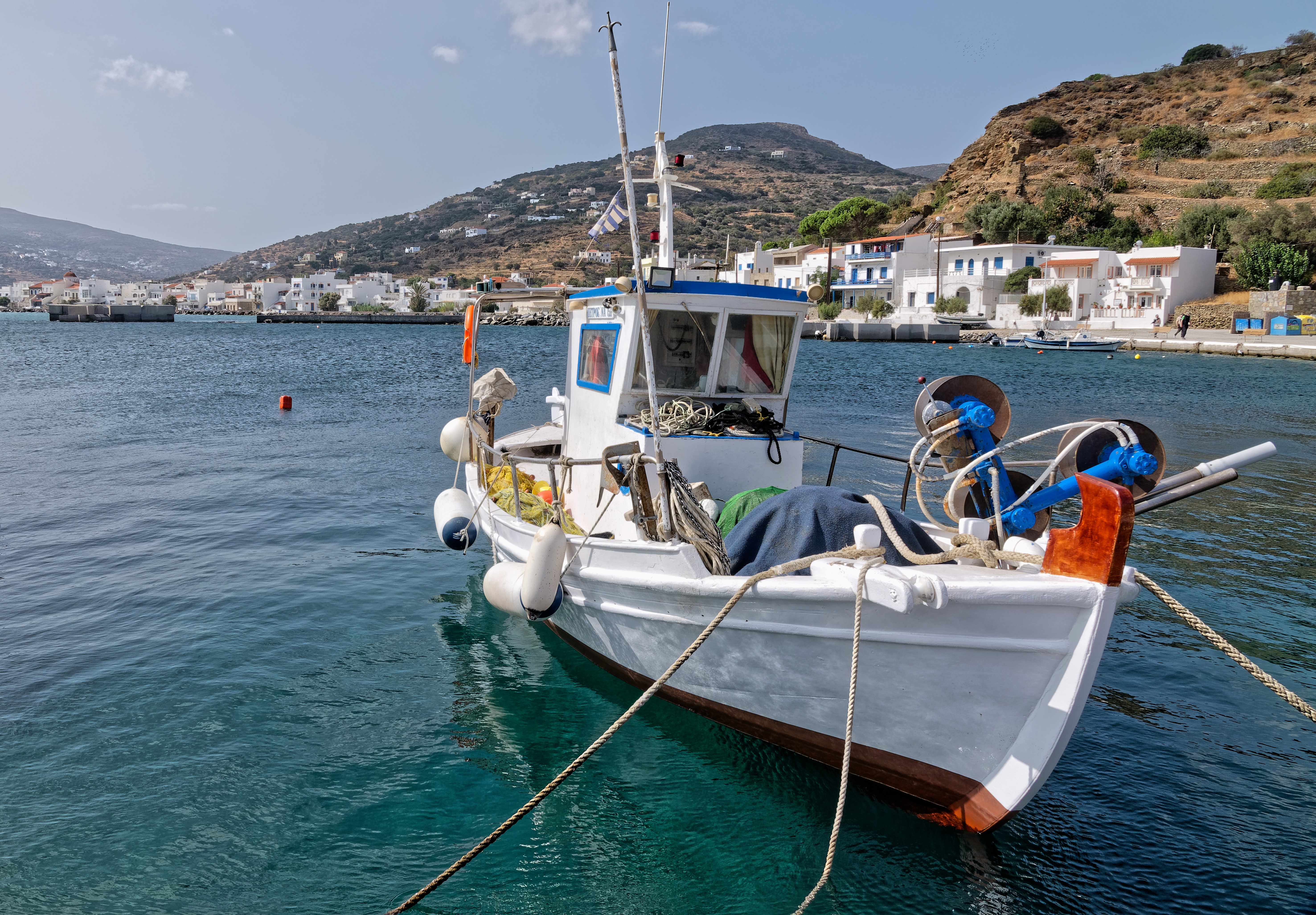
Der malerische Ort Korthi.

| Gemeindebezirk | griechischer Name         | Code   | Fläche (km²) | Einwohner 2001 | Einwohner 2011 | Stadtbezirke / Ortsgemeinschaften (Δημοτική / Τοπική Κοινότητα)                                            | Lage |
| -------------- | ------------------------- | ------ | ------------ | -------------- | -------------- | --- | ---- |
| Andros (Stadt) | Δημοτική Ενότητα Άνδρου   | 590101 | 103,029      | 4.107          | 3.901          | Andros, Apikia, Vourkoti, Lamyra, Mesaria, Pitrofos, Stenies                                               |      |
| Korthi         | Δημοτική Ενότητα Κορθίου  | 590102 | 081,916      | 2.547          | 1.948          | Ormos Korthiou, Kapparia, Korthi, Kochylou, Paleokastro, Syneti                                            |      |
| Ydrousa        | Δημοτική Ενότητα Υδρούσας | 590103 | 196,453      | 3.355          | 3.372          | Gavrio, Ammolochos, Ano Gavrio, Aprovatou, Arni, Vitali, Katakilos, Makrotandalo, Batsi, Paleopoli, Fellos |      |
| Gesamt         | Gesamt                    | 5901   | 381,398      | 10.009         | 9.221          | |      |

## Wirtschaft und Infrastruktur
Andros, Chios und Kefalonia sind die bedeutendsten Herkunftsinseln griechischer Reeder-Familien. Viele Einheimische arbeiten daher in der Schifffahrt.

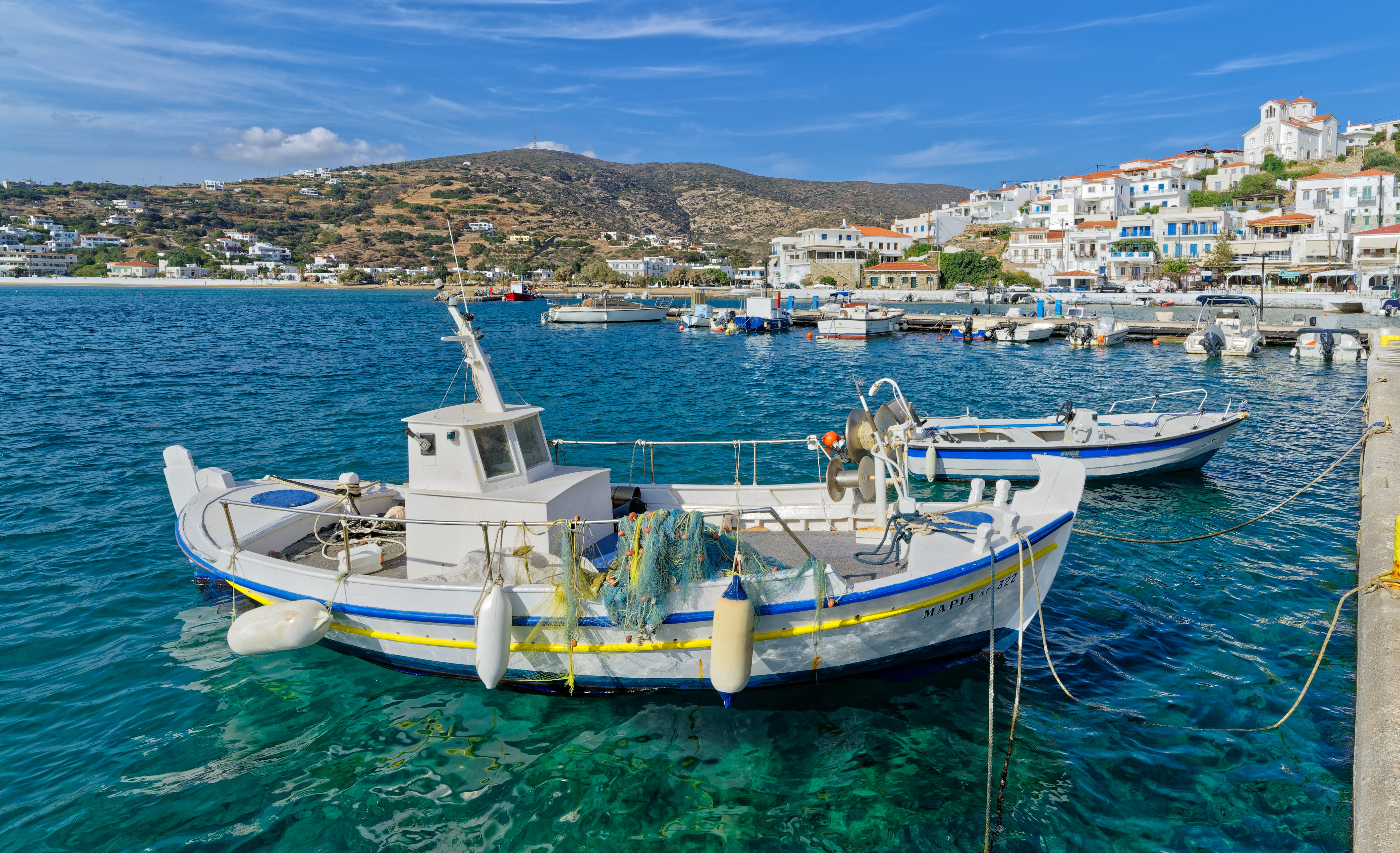
Batsi ist der wichtigste Touristenort auf Andros.

### Tourismus
Der überwiegend griechische Tourismus findet vor allem in Batsi, südlich von Gavrio, statt, aber auch in der Umgebung von Andros-Stadt und in Gavrio. Gab es bis vor einigen Jahren in Batsi fast nur traditionelle Tavernen, so hat sich das Bild international verändert. Neben einigen traditionellen Tavernen dominieren italienische Tavernen. Hauptsächlich am Wochenende besuchen viele Athener Andros. Andros ist selten das Ziel von Pauschalreisen.

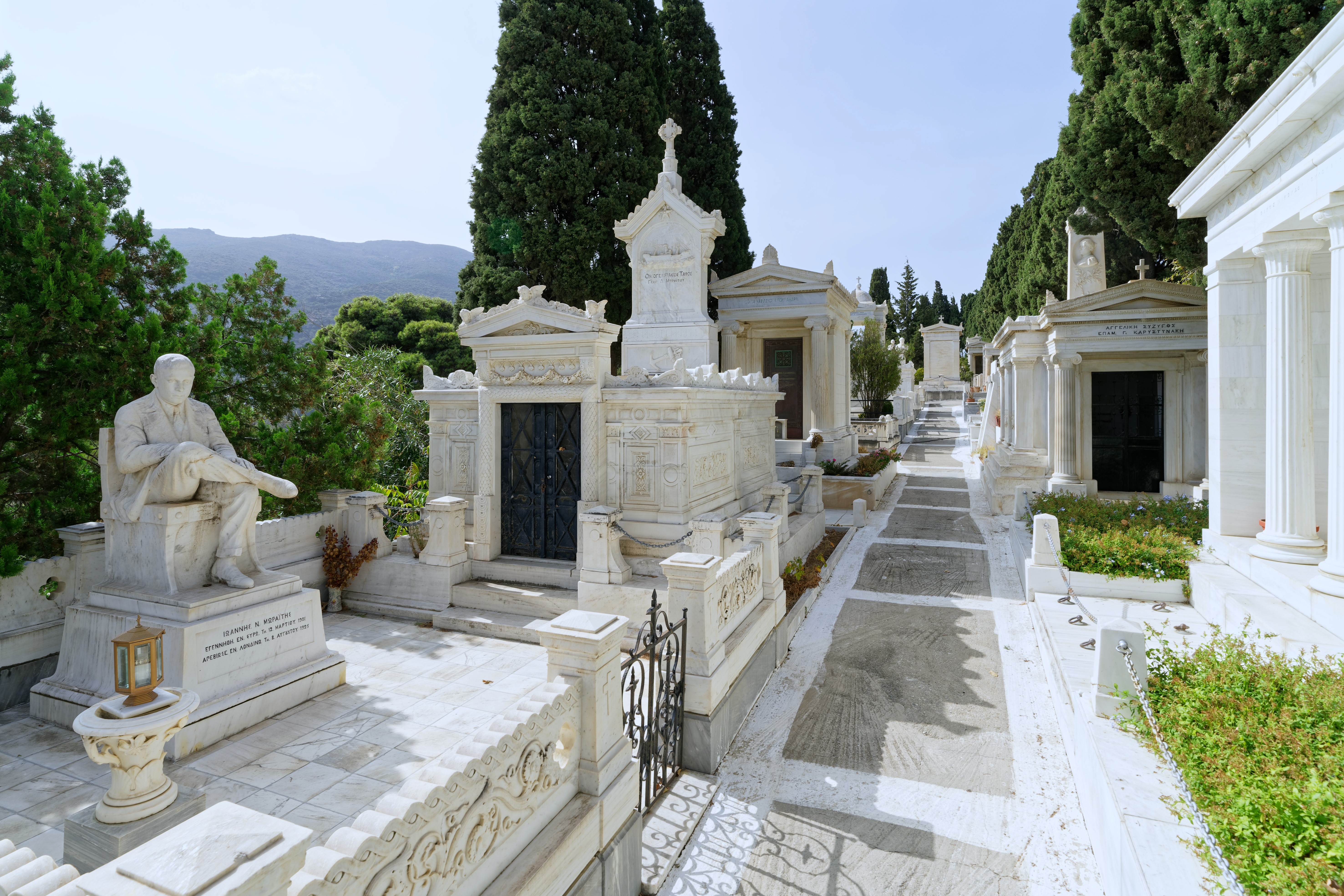
Der Friedhof der Reeder (Andros-Stadt).

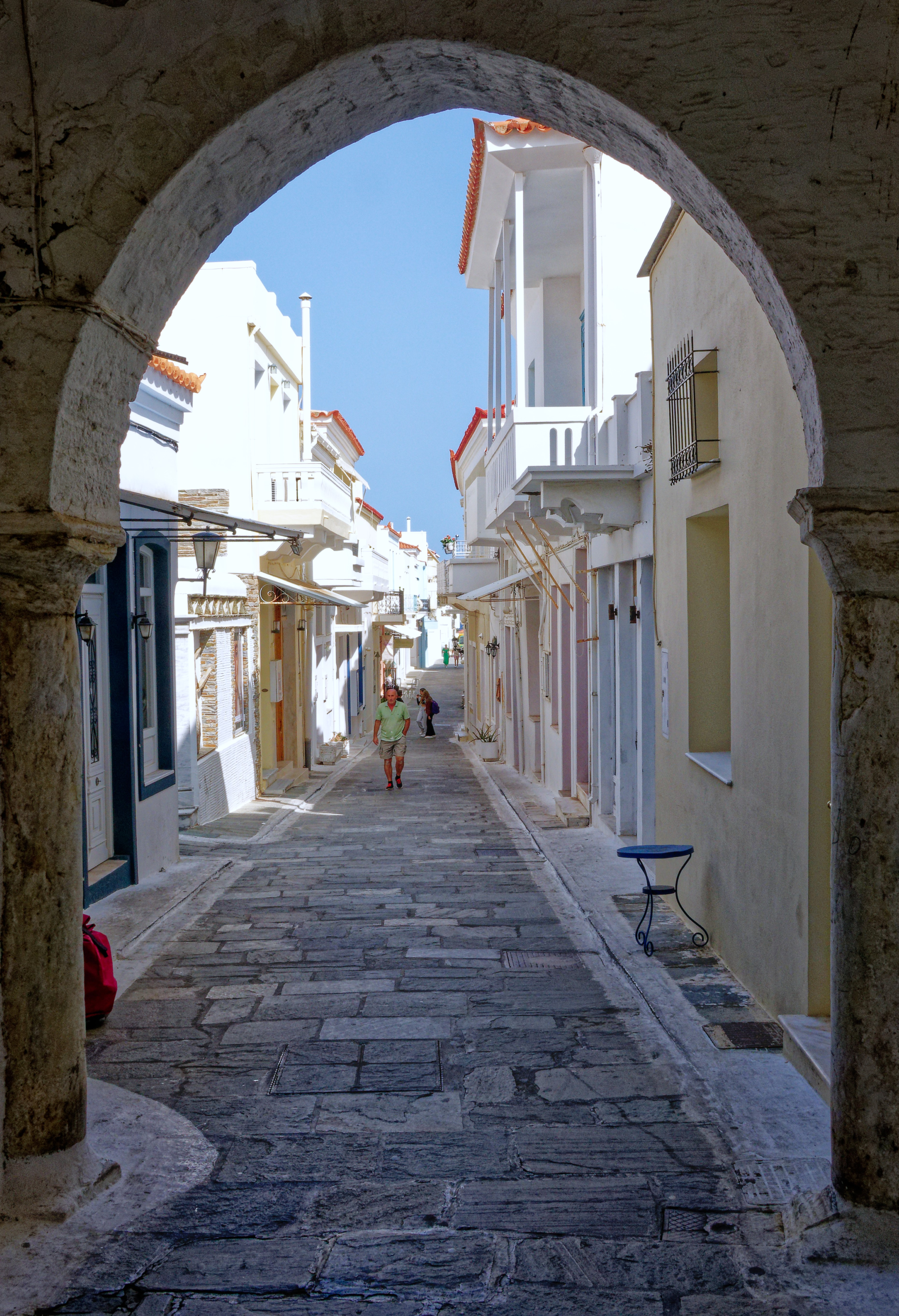
Das Tor zur Altstadt von Andros-Stadt.

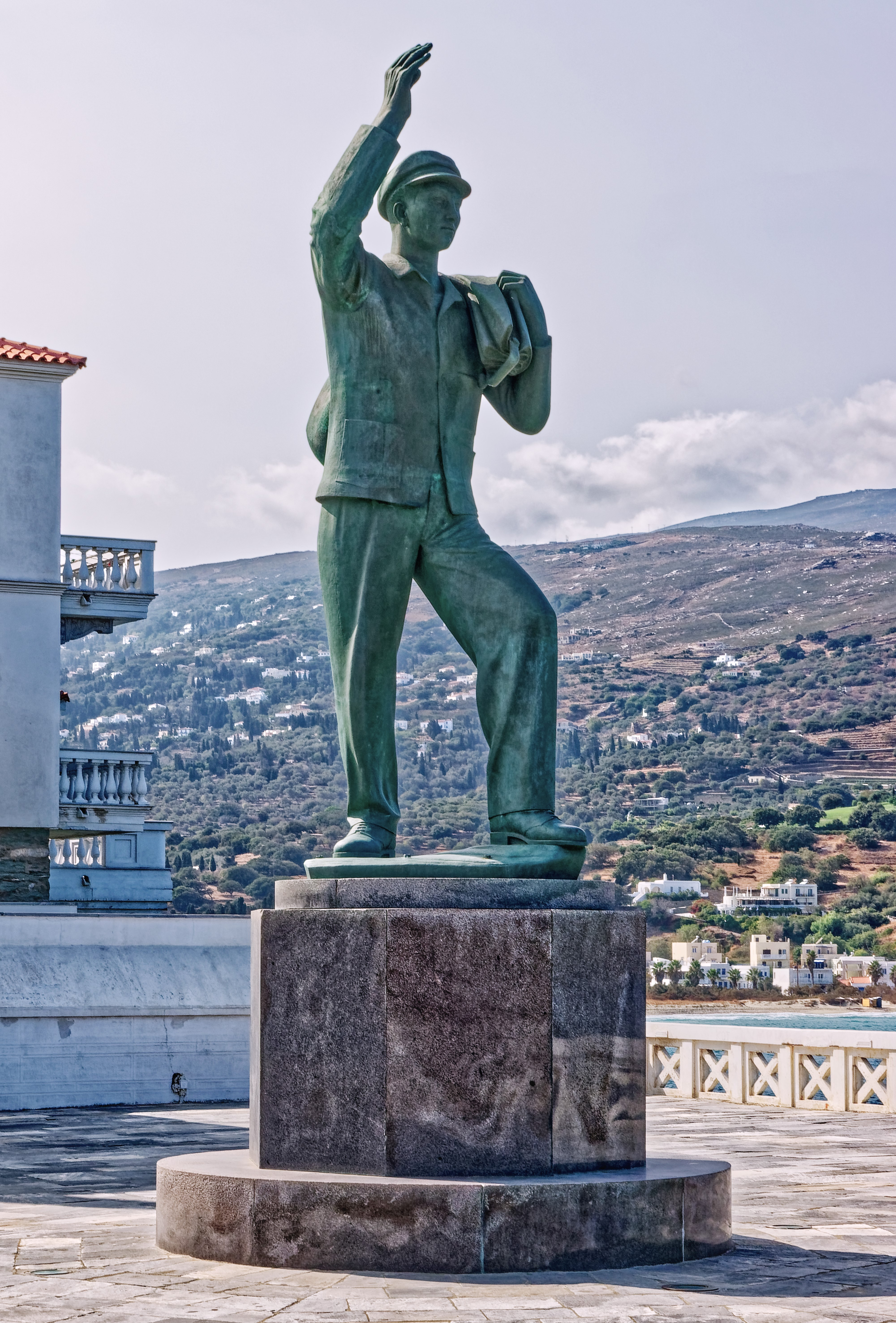
Denkmal des unbekannten Seemanns.

### Sehenswürdigkeiten

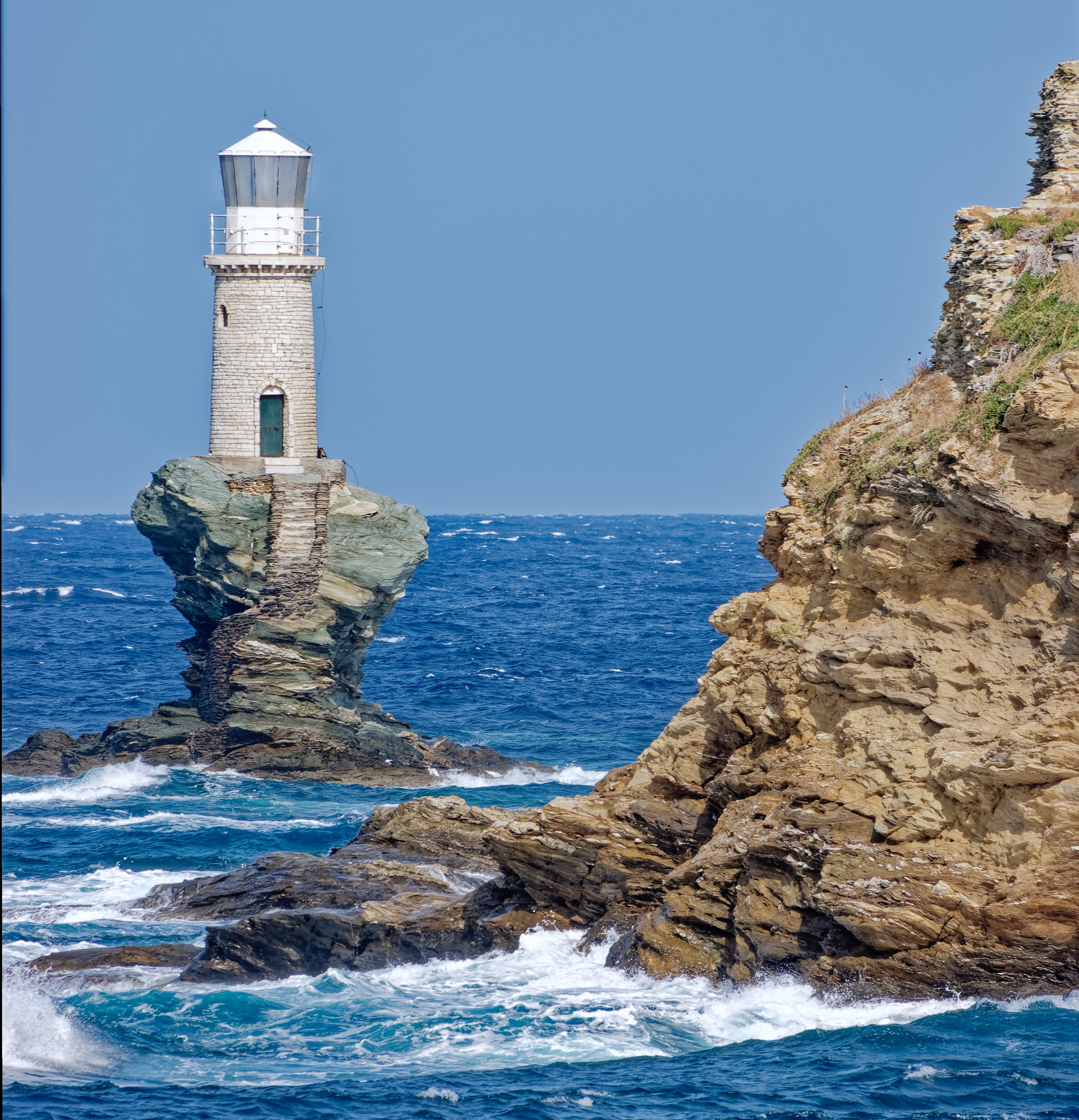
Der Tourlitis-Leuchtturm

In der griechischen zeitgenössischen Kunst spielt Andros eine herausragende Rolle. Zahlreiche griechische Künstler unterhalten auf der Insel Ateliers, die sie temporär bewohnen.
- Museum für zeitgenössische Kunst
- Seefahrt-Museum
- Heimatmuseum
- Leuchtturm Tourlitis

### Verkehr
Regelmäßige Fährverbindungen bestehen von Rafina nach Gavrio an der Westküste.

## Persönlichkeiten
- Aulus Avillius Flaccus († 39 n. Chr.) war ein römischer Ritter und Präfekt von Ägypten. Wurde auf Andros verbannt
- Theophilos Kaïris (1784–1853), Philosoph der Aufklärung
- Nicholas Embiricos (1910–1941), Reeder und Autorennfahrer
- Basil Goulandris (1913–1994), Reeder und Kunstsammler
- Demetrios I. Polemis (1932–2005), Historiker und Schriftsteller, Vorstand der Stiftung Kaïreios Bibliothek in Andros
- Ioannis Paleokrassas (1934–2021), Politiker Handelsmarine- und Finanzminister Griechenlands und europäischer Kommissar für Umwelt der Kommission Delors III
- Nikitas Kaklamanis (* 1946), ehemaliger Bürgermeister von Athen